# Pseudione novaeguineensis
Pseudione novaeguineensis là một loài chân đều trong họ Bopyridae. Loài này được Danforth miêu tả khoa học năm 1971.